# Cluny – La Sorbonne metróállomás
A Cluny – La Sorbonne egy metróállomás Franciaországban, Párizsban a párizsi metró 10-es metróvonalán. Tulajdonosa és üzemeltetője a RATP.

## Metróvonalak
Az állomást az alábbi metróvonalak érintik:
- 10-es metróvonal

## Kapcsolódó állomások
A metróállomáshoz az alábbi állomások vannak a legközelebb:
- Odéon (Boulogne – Pont de Saint-Cloud, 10-es metróvonal)
- Maubert – Mutualité (Gare d’Austerlitz, 10-es metróvonal)